# Cymindis arnostiana
Cymindis arnostiana es una especie de coleóptero de la familia Carabidae.

## Distribución geográfica
Habita en Afganistán.